# Mark Krys
Mark Krys (* 29. Mai 1969 in Timmins, Ontario) ist ein ehemaliger kanadischer Eishockeyspieler, der unter anderem für die Star Bulls Rosenheim und den EV Landshut in der Deutschen Eishockey Liga (DEL) aktiv war.

## Karriere
Nach Anfängen in kanadischen Nachwuchsmannschaften wurde Mark Krys im Jahr 1986 von den Kitchener Rangers für die Ontario Hockey League (OHL) gedraftet. Doch zunächst spielte er ein Jahr in der Metro Junior B Hockey League (MetJBHL), in der er zum besten Verteidiger gewählt wurde. Anschließend entschied er sich gegen eine Laufbahn über die kanadische Top-Juniorenliga und nahm stattdessen ein Studium an der Boston University auf, mit deren Eishockeyteam er fortan vier Jahre lang am Spielbetrieb der National Collegiate Athletic Association (NCAA) teilnahm. Als Kapitän führte er die Mannschaft in der Saison 1990/91 zur Lamoriello Trophy, dem Conference-Titel der Hockey East.
Anschließend begann seine Profikarriere bei den Johnstown Chiefs in der East Coast Hockey League (ECHL), wobei Krys schon in seiner Rookiesaison auch für die Maine Mariners in der höherklassigen American Hockey League (AHL) zum Einsatz kam. Während der Spielzeit 1992/93 wechselte er zu den Providence Bruins, bei denen er sich endgültig als Stammspieler in der AHL etablierte. Nach etwa einem Jahr wurde er zu den Rochester Americans transferiert, bevor er die Saison 1995/96 bei den Los Angeles Ice Dogs in der International Hockey League (IHL) verbrachte. Seine vorerst letzte Station in Nordamerika war dann das AHL-Team Syracuse Crunch in der Spielzeit 1996/97.
Ab 1997 spielte Krys drei Jahre lang in Deutschland, wo er für jeweils eine Saison für die Star Bulls Rosenheim und den EV Landshut in der Deutschen Eishockey Liga (DEL) sowie in der Spielzeit 1999/2000 für den Zweitligisten Iserlohner EC aufs Eis ging. Nachdem er zum Ende dieser Saison noch einmal zwei Spiele für die Providence Bruins absolviert hatte, beendete er seine Karriere.
Beim Quebec International Pee-Wee Hockey Tournament für Nachwuchsspieler war Krys im Jahr 2013 als Assistenztrainer des Teams Westchester Express Peewee tätig.

## Erfolge und Auszeichnungen
- 1987 Bester Verteidiger der Metro Junior B Hockey League
- 1991 Lamoriello-Trophy-Gewinn mit der Boston University

## Karrierestatistik
(Legende zur Spielerstatistik: Sp oder GP = absolvierte Spiele; T oder G = erzielte Tore; V oder A = erzielte Assists; Pkt oder Pts = erzielte Scorerpunkte; SM oder PIM = erhaltene Strafminuten; +/− = Plus/Minus-Bilanz; PP = erzielte Überzahltore; SH = erzielte Unterzahltore; GW = erzielte Siegtore; 1 Play-downs/Relegation; Kursiv: Statistik nicht vollständig)

## Familie
Mark Krys ist der Vater der Eishockeyspieler Chad Krys und Luke Krys, die beide hauptsächlich in der American Hockey League (AHL) aktiv waren bzw. sind.